# Holmkyrkan

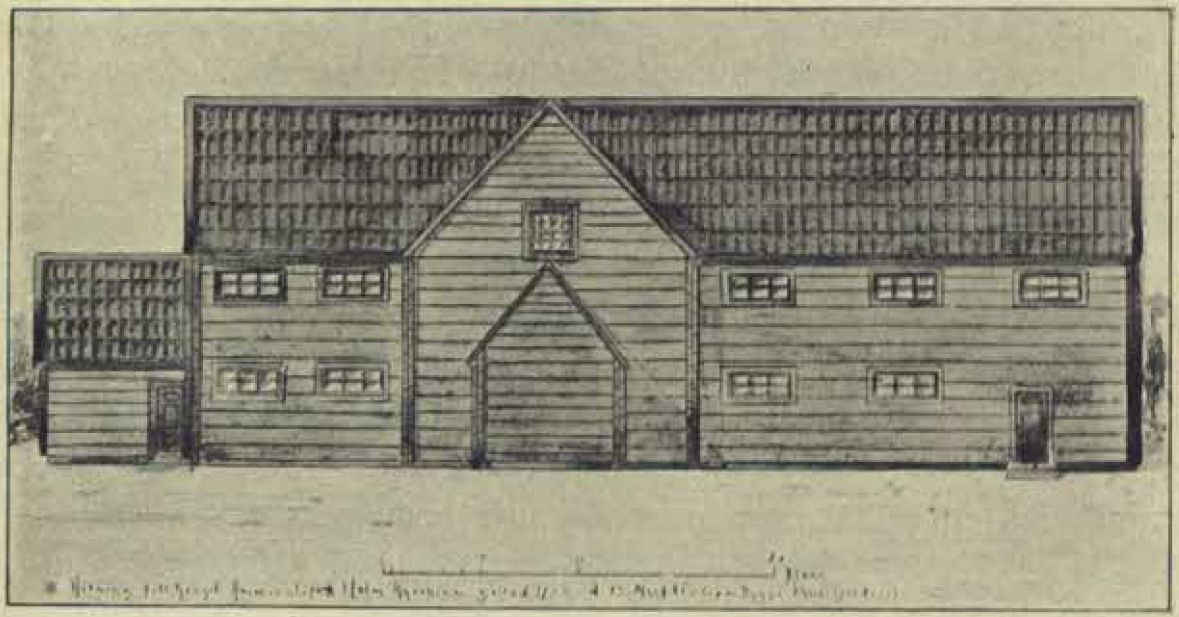
Amiralitetskyrkan 1732

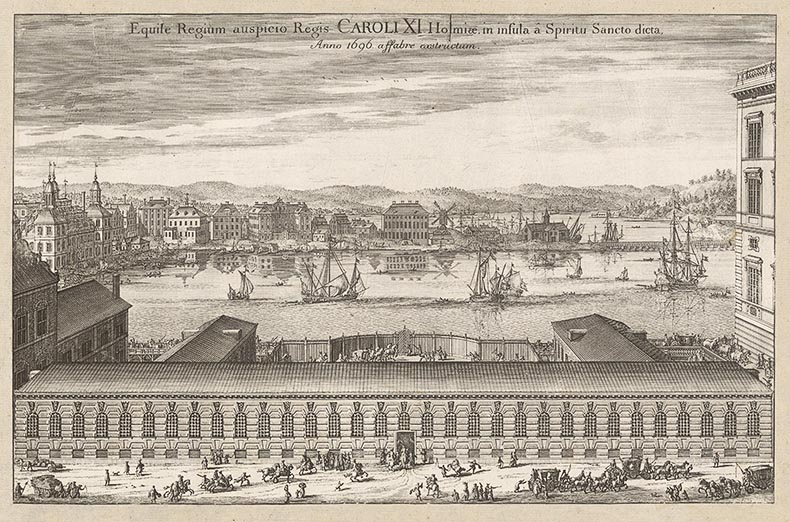
Blasieholmen och Kyrkholmen sedda från Helgeandsholmen, 1696. Holmkyrkan ser till höger om Holmkvarnen

Holmkyrkan (även kallad Skeppsholmskyrkan, Amiralitetskyrkan eller Holmskyrkan) var en enkel kyrka i trä, som uppfördes för amiralitetet 1629 på dåvarande Myntholmen i Stockholm, som namnändrades till Kyrkholmen, sydost om dåvarande Käpplingholmen (senare Skeppsholmen och från ungefär 1640 Blasieholmen. Kyrkholmen utgör från 1850-talet efter utfyllnad den sydöstra delen av nuvarande Blasieholmen, där nu Nationalmuseum och Museiparken ligger. 
Kyrkan brann ner den 12 juni 1822, och 1846 upplät Stockholms stad marken för byggandet av Nationalmuseum.

## Väckelsen i Holmkyrkan
Huvudartikel:Väckelsen i Holmkyrkan
Holmkyrkan, som var dåvarande Skeppsholms församlings kyrka, blev genom Erik Tolstadius under ett par årtionden under första hälften av 1700-talet en medelpunkt för Stockholms andliga liv. Som predikant talade Tolstadius direkt ur hjärtat och var också engagerad i kyrkans sociala arbete. 